# كيكو غارسيا (دراج)
كيكو غارسيا (بالإسبانية: Kiko García)‏ هو دراج إسباني، ولد في 25 يونيو 1968 في كوربفوا في فرنسا.

## وصلات خارجية
- كيكو غارسيا على موقع أرشيف الدراجات (الإنجليزية)
- كيكو غارسيا على موقع أوليمبيديا (الإنجليزية)